# Grijskeelral
De grijskeelral (Canirallus oculeus) is een vogel uit de familie van de Rallidae.

## Verspreiding en leefgebied
Deze soort komt voor van Sierra Leone tot Ghana, zuidelijk Nigeria tot Oeganda en Congo-Kinshasa.